# Eupsophus emiliopugini
Eupsophus emiliopugini, conocida como rana de hojarasca de párpados verdes, es una especie de anfibio anuro en la familia Cycloramphidae. Recibe su nombre en alusión al Dr. Emilio Pugín, académico de la Universidad Austral de Chile.

## Distribución
Se distribuye mayormente en Chile. En Argentina solo habita en el valle del Arroyo Melo y localidades muy próximas, todas dentro del parque nacional Lago Puelo, Chubut.
Sus hábitats naturales son los bosques subantárticos o templados, los ríos, y marismas intermitentes de agua dulce.

## Conservación
Está amenazada por la pérdida de su hábitat. Un estudio científico de 2023 predijo que, de continuar la actual tendencia climática, esta especie vería reducido su rango de distribución, amenazando seriamente su supervivencia.